# Саклас
По текстам Евангелия Иуды, Саклас (арам. ܣܲܟ݂ܠܵܐ, греч. τὸν Σακλᾶν) — создатель человеческого рода (создатель Адама и Евы), а также помощник ангела-отступника Небро (Небруэль), «чьё лицо сверкает огнём, а облик осквернён кровью». Также в Евангелии Иуды Иисус якобы говорит, что Бог апостолов не Его Отец, а Саклас.

## Упоминания о Сакласе (из Евангелия Иуды)
…Множество этих бессмертных назвал Отец космосом, то есть тлением, и семьдесят два светила, которые суть с Саморождённым и семьюдесятью двумя эонами Его. В Нем явился первый Человек с его нетленными силами. И эон, который явился с его родом, эон, в котором суть облако познания и ангел, зовется Эль(…) Эон (…) после того (…) сказал: «Пусть двенадцать ангелов возникнут, (чтобы) править над хаосоми (адом)». И вот, из облака явился (ангел), чей лик сверкает огнём и чьё обличье замарано кровью. Имя его было Небро, что значит «мятежник»; другие звали его Ялдаваоф. И другой ангел, Саклас, явился из облака. Тогда создал Небро шестерых ангелов, как и Саклас, чтобы стали они помощниками, и произвели они двенадцать ангелов в небесах, и каждый из них получил долю в небесах.
Говорили двенадцать архонтов двенадцати ангелам: «Пусть каждый из вас (…) и пусть они (…) род (…) ангелов».
Первый (Сиф), который зовётся Христос. (Второй) Хармафоф, который… (Третий) Галила. Четвёртый Иобель. Пятый Адонайос.
Вот пятеро властвующих над адом, а первый из них всех — над хаосом.
Потом сказал Саклас своим ангелам: «Сотворим человека по подобию и образу». Они создали Адама и жену его Еву, которая на небесах зовётся Зоэ. Ибо именно этим именем все роды кличут человека, и каждый из них называет женщин подобными именами. И вот, Саклас не ве(лел…) кроме (…) род(ов…) это (…) И сказал (архонт) Адаму: «Ты будешь жить долго с детьми твоими».

Сказал Иуда Иисусу: «Как долго прожил этот человек?»
Сказал Иисус: «Отчего спрашиваешь ты о том, что Адам с родом своим прожил срок жизни своей в том месте, где получил он царствие своё долговечное с его архонтом?»
Сказал Иуда Иисусу: «Смертен ли дух человеческий?» Сказал Иисус: «По этой причине  Бог приказал Михаилу давать людям дух взаймы, чтобы они могли нести служение, а Гавриилу Великий приказал Роду небесному, над коим нет архонта, дух даровать, то есть наделить собственным духом и душой. Посему (остальные) души(…) свет (…) вокруг (…) пусть (…) дух, (который) в тебе, живёт в этой (плоти) среди родов ангельских. Но Бог велел дать знание Адаму и тем, кто с ним, так чтобы цари хаоса и ада не господствовали над ними». Сказал Иуда Иисусу: «Так что же будут делать эти роды?»

## В манихействе
Согласно манихейским сектантским воззрениям, считающимся ересью, Сакла (арам. «глупый», также Ашкалун ܐܫܩܠܘܢ, пехл. Az «похотливость») — Демиург, соответствующий Ялдаваофу гностического «Апокрифа Иоанна», создатель, наряду с  демоницей Намраэль (ܢܒܪܘܐܠ), перволюдей Адама и Евы. 
Для удержания части света, которая ещё оставалась у неё, Материя хочет обратить большую часть света в личном творении в качестве противовеса творению божественному. Сакла и Небруэль, поглотив «выкидышей» (ܝܚܛܐ) — недоношенных, но живых и действенных порождений Материи и архонтов Тьмы, вступают в сексуальную связь, и Небруэль рождает от него сначала Адама, затем Еву, забрав таким образом частицы Света у всех подвластных им сил.